# Волик Павло Іванович
Вóлик Павлó Івáнович (21 березня 1941, смт. Котельва — 28 липня 2018, Котельва ) — Народний художник України, член Національної спілки художників України, лауреат всеукраїнської премії імені Івана Огієнка, доцент кафедри образотворчого мистецтва ПолтНТУ імені Юрія Кондратюка, різьбяр і маляр.

## Короткі відомості
Закінчив Львівський інститут прикладного і декоративного мистецтва (1971). Працював художником у Полтавському обласному відділенні Худфонду України (1971—2001), викладав у Полтавському національному технічному університеті ім. Юрія Кондратюка, доцент. Член НСХУ (1977). Лауреат премії ім. Івана Огієнка (2001).
Учасник обласних, всеукраїнських, зарубіжних, міжнародних, групових та персональних виставок.
Твори П.Волика придбані міністерством культури України, національною спілкою художників України, дирекцією художніх виставок України, музеями України, зарубіжжя та приватними колекціонерами Англії, Греції, Грузії, Канади, США, Росії, України, Ізраїлю, Франції, Німеччини, Ямайки.
Публікації про творчість П.Волика у чисельних газетах та журналах, каталогах, книгах, альбомах, підручниках та енциклопедичних виданнях та у монографії «Павло Волик» автор Анатолій М. Шевчук.

## Біографія
Працював у пром. артілі «Перемога» (с. Котельва, 1960); у деревообробного цеху Котелевського промкомбінату (1963–65); від 1971 — на Полтавському художожньо-виробничому комбінаті; одночасно від 2001 — доцент кафедри образотворчого мистецтва ПолтНТУ ім. Юрія Кондратюка. Учасник республіканських, всесоюзних та зарубіжних художніх виставок від 1970-го року. Персональні — у Полтаві, Києві, Львові, Житомирі, Івано-Франківську, Харкові, смт Опішне, Зіньківського району Полтавської області.
Помер у Полтаві 28 липня 2018 року.

## Творчість

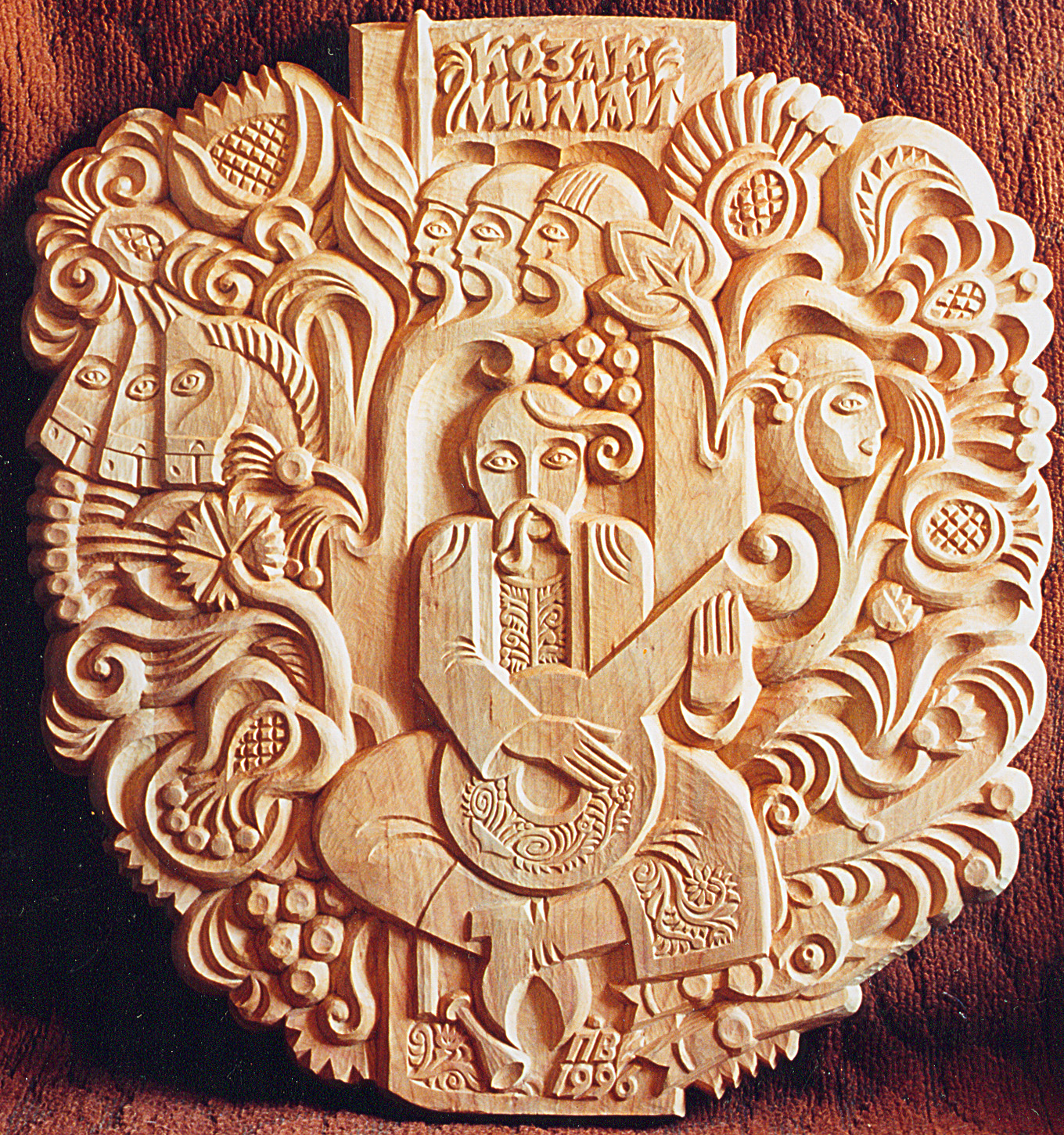
«Козак Мамай», 1996 р. Дерево, різьблення. 100х90.

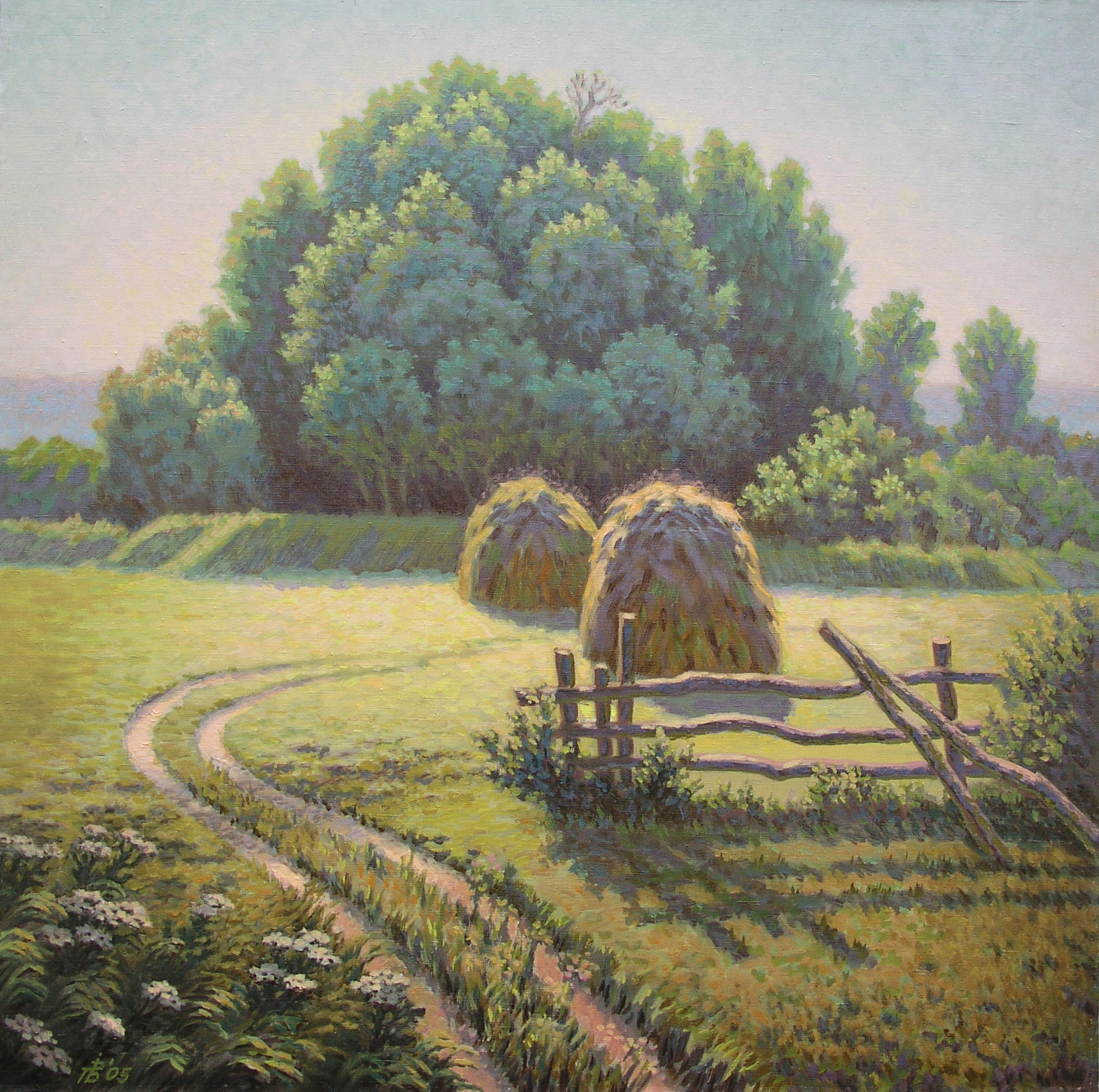
«Сонячний ранок», 2005 р. Полотно, олія. 90х90.

Творчість Волика умовно можна поділити на два періоди; перший пов'язаний із дереворізьбленням і металопластикою, другий — із творенням ліричних краєвидів олійними фарбами. У роботах 1970-х — першої половини 1990-х рр. мистецько-образно відтворена сива язичницька дійсність, національна історія українців. Немов з праісторії постають Богиня Берегиня, Богиня Слави, Волхви, Коляда із Зорею, Коза, етнотематика з образами «Козака-Мамая» (1996), мислителя Григорія Сковороди (1972), ватажка гайдамаків Максима Залізняка (1975) та ін. Характерні твори першого періоду: «Чари» (1973), «Весільна» і «Древо» (1984), «Союз Неба і Землі» (1986), «Богиня Берегиня» (1990), «Коляда» (1991). У малярських композиціях подальших десятиліть пензель майстра натхненно відтворює крайобрази у сонячному чи місячному сяйві. У деяких композиціях панує пірамідальна побудова на пагорбах з українськими церквами, хатами, вітряками і господарчими будівлями в оточенні зелені дерев, в інших — панорамність водної гладі, землі з рослинністю і високого неба. Експонент виставок у Полтаві, Києві, Москві, Велико-Тирново (Болгарія, 1976, 1982), Кошаліні (Польща, 1989), влаштував значну кількість персональних виставок у містах різних регіонів України. Твори В. зберігаються у музеях Полтави, Києва, Харкова, Пархомівки Харківської обл., Котельви та Опішні на Полтавщині.
Деякі основні виставки:
- 1993 — Виставка художників України в Єльському університеті, США.

- 1999 — Виставка художників України у м. Мюнхен. Німеччина.

- 2004 — Міжнародна виставка до 190-річчя від дня народження Т. Г. Шевченка, м. С-.Петербург.

- 2005 — Міжнародна виставка «Сучасний український краєвид», м. Чикаго, США.
- 2006 — Міжнародна виставка-ярмарок «Арт-Київ 2006», м. Київ.
- 2012 — ІІ Міжнародна виставка «Дороги Гоголя», Полтава — С-. Петербург.

Деякі одноособові виставки:
- 1999 — Виставка у Палаці мистецтв, м. Львів.
- 1999 — Виставка у державному музеї Т. Г. Шевченка, м. Київ.
- 2001 — Виставка у Прес-центрі Міністерства закордонних справ України, м. Київ.
- 2002 — Виставкау Харківському державному художньому музеї, м. Харків.
- 2015 — Виставка до Дня Незалежності України у посольстві України в Ізраїлі, м. Тель-Авів.
- 2015 — Виставка в рамках фестивалю української культури в Ізраїлі, м. Тель-Авів.

## Державні нагороди
- Народний художник України (25 червня 2016) — за значний особистий внесок у державне будівництво, соціально-економічний, науково-технічний, культурно-освітній розвиток України, вагомі трудові здобутки та високий професіоналізм[4]
- Заслужений художник України (19 квітня 2001) — за вагомий особистий внесок у розвиток національної культури і мистецтва, вагомі творчі здобутки[5]
- Відзнака Президента України — ювілейна медаль «20 років незалежності України» (19 серпня 2011) — за значний особистий внесок у соціально-економічний, науково-технічний та культурно-освітній розвиток Української держави, вагомі трудові здобутки та багаторічну сумлінну працю[6]